# والو دلا لوکانیا
والو دلا لوکانیا (به ایتالیایی: Vallo della Lucania) یک کومونه در ایتالیا است که در استان سالرنو واقع شده‌است.

## خصوصیات
والو دلا لوکانیا ۲۵ کیلومترمربع مساحت و ۸٬۶۸۰ نفر جمعیت دارد و ۳۸۰ متر بالاتر از سطح دریا واقع شده‌است.